# Stiepanowka (rejon rylski)
Stiepanowka (ros. Степановка) – wieś (ros. село, trb. sieło) w zachodniej Rosji, centrum administracyjne sielsowietu oktiabrskiego w rejonie rylskim obwodu kurskiego.

## Geografia
Miejscowość położona jest 13 km od centrum administracyjnego rejonu (Rylsk), 93 km od Kurska.
W granicach miejscowości znajduje się 201 posesji.

## Historia
Wieś została założona w roku 1703 przez ukraińskiego hetmana Iwana Mazepę, nazwana na cześć ojca tegoż – Stiepana.

## Demografia
W 2010 r. miejscowość zamieszkiwało 328 osób.